# Matt Shakman
Matt Shakman (ur. 8 sierpnia 1975 w Venturze) – amerykański reżyser i były aktor dziecięcy. Był producentem i reżyserem serialu WandaVision, reżyserował także kilka odcinków seriali: Wielka, U nas w Filadelfii, Fargo i Gra o tron oraz film Fantastyczna 4: Pierwsze kroki.

## Życiorys
Shakman urodził się i wychował w Venturze w Kalifornii. W młodości był aktorem dziecięcym. Zaczął od występów w reklamach, po czym zdobył regularną rolę w serialu Just the Ten of Us. Z aktorstwa zrezygnował, aby uczęszczać do The Thacher School w Ojai.
Ukończył historię sztuki i kierunek teatralny na Uniwersytecie Yale. Był także członkiem zespołu Skull and Bones. Podczas studiów zainteresował się teatrem, a następnie wyreżyserował kilka produkcji scenicznych.

## Kariera
Jako dziecięcy aktor Shakman zagrał Grahama „J.R.” Lubbocka, Jr. w spin-offie serialu Dzieciaki, kłopoty i my – Just the Ten of Us (1988-1990). Wystąpił także w The Facts of Life, Highway to Heaven, Diff'rent Strokes, Night Court, Good Morning, Miss Bliss i Webster. Zagrał też m.in. w filmie Meet the Hollowheads (1989).
Shakman jest założycielem i dyrektorem artystycznym Black Dahlia Theatre (BDT) w Los Angeles.
Od 2002 roku Shakman zajmuje się głównie reżyserią. W jego dorobku znajdują się takie seriale jak Sukcesja, Mad Men, Sześć stóp pod ziemią, The Boys, Wielka, Dr House, Fargo i U nas w Filadelfii.
W 2017 roku Shakman wyreżyserował odcinki The Spoils of War i Eastwatch siódmego sezonu serialu Gra o tron. W sierpniu tego samego roku Shakman został nowym dyrektorem artystycznym Geffen Playhouse w Los Angeles.
W 2017 roku TriStar Pictures ogłosiło, że Shakman wyreżyseruje nadchodzącą adaptację filmową The Phantom Tollbooth.
W 2021 roku Shakman wyreżyserował i wyprodukował serial WandaVision dla Disney+. Tego samego roku ujawniono, że Shakman wyreżyseruje film z serii Star Trek. Pod koniec sierpnia 2022 roku poinformowano, że Shakman prowadzi rozmowy w sprawie wyreżyserowania filmu Fantastyczna 4: Pierwsze kroki, mającego premierę zaplanowaną na 2025 rok. Miał zastąpić na tym stanowisku Jona Wattsa, który opuścił projekt. 26 sierpnia 2022 roku Shakman zrezygnował z pracy nad Star Trekiem, powołując się na „konflikt harmonogramu”. Kilka tygodni później został ogłoszony reżyserem Fantastycznej Czwórki.

## Życie prywatne
Jego ojciec był żydem, a matka katoliczką, a ich międzywyznaniowe małżeństwo było źródłem konfliktu z babcią Shakmana od strony ojca. 
Po studiach Shakman mieszkał przez kilka lat w Nowym Jorku, po czym na stałe przeniósł się do Los Angeles.
Żonaty z Maggie Malone. W 2016 roku urodziła im się córka Maisie.